# رودخانه دویرج
‌‌رودخانه دوویرج واقع در شهرستان آبدانان در استان ایلام است که سرچشمه اصلی آن در یکی از دره‌های کبیرکوه در شمال شهر آبدانان جای دارد. این رود پس از گذر از آبدانان در مسیر دینارکوه وارد شهرستان دهلران شده و به سد دویرج وارد می شود. پس از آن این رود در فاصله ۱۸ كیلومتری شرق شهر دهلران، وارد بخش موسیان می‌شود و بعد از آن جهت مصارف کشاورزی در قدیم نهرعنبر آبگیری میشد. رود دویرج، كه از شمال به جنوب جریان دارد، پس از عبور از موسیان وارد کشور عراق شده و به رود دجله می‌ پیوندد. طول این رودخانه از سرچشمه تا این نقطه مرزی ۱۸۸ كیلومتر است. مساحت حوضه آبریز دویرج، حدود ۳۸۰۰ کیلومتر مربع است.
در بارندگی‌های سال ۱۳۹۸ رودخانه در مسیر پتک دیناروند به موسیان از مسیر خود خارج شد.